# Xã Haugen, Quận Aitkin, Minnesota
Xã Haugen (tiếng Anh: Haugen Township) là một xã thuộc quận Aitkin, tiểu bang Minnesota, Hoa Kỳ. Năm 2010, dân số của xã này là 178 người.